# Woodward (Automobilhersteller)
Woodward war ein US-amerikanischer Hersteller von Automobilen.

## Unternehmensgeschichte
George H. Woodward wohnte in San Francisco in Kalifornien. Nach dem Erdbeben von San Francisco 1906 im April 1906 beschloss er, die Produktion von Automobilen aufzunehmen. Er reiste nach New York City, um dort die benötigten Materialien und Teile einzukaufen. Die Oakland Tribune berichtete im Dezember 1906 darüber. 1907 begann die Produktion. Seine Fabrik befand sich an der Fulton Street 448 in San Francisco. Der Markenname lautete Woodward. 1908 endete die Produktion.

## Fahrzeuge
Ein Personenkraftwagen wurde als Tourenwagen hoher Klasse bezeichnet. Lieferwagen waren zumindest geplant.